# Thiazidediuretica
Thiazidediuretica zijn geneesmiddelen die de natriumuitscheiding in de urine vergroten door remming van de tubulaire reabsorptie van natrium. Ze remmen de natriumchloride symporter die zich in de distale tubulus bevindt. In de glomeruli van de nier wordt een deel van het natrium de nier uitgefilterd en elders in de nier weer teruggefilterd. De natriumchloride symporter, een transporteiwit, neemt 5-10% van het terugfilteren van de natrium voor zijn rekening. Doordat deze wordt geremd tijdens het gebruik van een thiazidediureticum verlaat relatief meer natrium de nier via de urine. De werking van de natriumchloride cotransporteur in de niertubulus gaat samen met de werking van een aldaar ook aanwezig Na-K-ATPase. Dit enzym ruilt natrium tegen kalium: natrium de nier uit, kalium terug de nier in vanuit het bloed. Door remming van de natriumchloride symporter wordt uiteindelijk zowel meer natrium als kalium door de nier uitgescheiden met de urine. Andere mogelijk klinisch relevante effecten zijn stijging van het urinezuurgehalte en een magnesiumtekort. Het gebruik van een diureticum gaat vaak gepaard met een groter urine volume (meer/vaker plassen), met name bij patiënten die vocht vasthouden, bijvoorbeeld bij hartfalen. Gemiddeld is het urinevolume 1 liter groter, patiënten met hoge bloeddruk hebben lang niet altijd een groter urine volume.

## Toepassing

### Hoge bloeddruk
Thiazidediuretica (thiaziden) verlagen een hoge bloeddruk. Het mechanisme waardoor de bloeddruk verlaagd wordt, is niet geheel opgehelderd. Het hangt waarschijnlijk samen met de verhoogde natriumsecretie waardoor, middels osmose, ook meer vocht wordt uitgescheiden. Dit draagt bij aan het bloeddrukverlagende effect, omdat het hart een kleiner volume hoeft rond te pompen en dus een minder hoge bloeddruk opgebouwd hoeft te worden. Het natrium heeft ook invloed op het sympathische zenuwstelsel. Door meer natriumuitscheiding, en dus een lager gehalte in het bloed, neemt de sympathische activiteit af en daardoor daalt de bloeddruk. Natrium heeft ook een effect op gladspierweefselcellen in de bloedvaten (slagaders en arteriolen). Het doet deze cellen samentrekken, waardoor de bloeddruk stijgt. Het hart zal een grotere bloeddruk moeten genereren om het bloed door de samentrekkende vaten te blijven pompen. Een verhoogde natriumuitscheiding zorgt voor een relatieve ontspanning van de bloedvaten en draagt daardoor bij aan een bloeddrukverlaging.
Bij oudere patiënten (ouder dan 55 jaar) is een thiazidediureticum in het algemeen het middel van eerste keus. Afhankelijk van leeftijd, plasmarenine activiteit, etnische afkomst en eventuele andere aandoeningen die de patiënt heeft, zoals jicht, angina, een doorgemaakt hartinfarct of diabetische nierziekte, komen ook andere bloeddrukverlagende middelen in aanmerking.
Thiaziden zijn ook geschikt voor de behandeling van geïsoleerde systolische hypertensie, evenals langwerkende dihydropyridine calciumantagonisten.
Dit is een vorm van hoge bloeddruk waarbij alleen de bovendruk verhoogd is. Dit komt vooral bij ouderen voor, door een toegenomen diameter en stijfheid van de aorta, en de reflectie van bloeddrukgolven vanuit de periferie terug naar het hart. Bij de behandeling van perifeer oedeem wordt doorgaans een sterker werkend lisdiureticum gebruikt. Hydrochloorthiazide is het verreweg meest voorgeschreven thiazide. Het is bij de meeste artsen echter niet bekend dat chloortalidon de bloeddruk sterker doet dalen en langer werkt dan hydrochloorthiazide, en dus een beter middel is.

### Nierstenen
Thiazidediuretica kunnen ertoe bijdragen dat het herhaald optreden van calciumbevattende nierstenen afneemt. De vorming van nierstenen wordt in gang gezet door een te hoog gehalte aan calcium in de urine. Thiaziden stimuleren de calcium reabsorptie in de distale tubulus (calcium niet in de nier of de urine, maar terug het bloed in) en in verband met de volumedepletie treedt eveneens een secundaire calcium reabsorptie op. Dit leidt tot verlaging van het calciumgehalte in de urine en draagt aldus bij aan het therapeutische effect. Bijvoorbeeld door hydrochloorthiazide 50 mg, tweemaal daags.

### Osteoporose
Thiaziden stimuleren de differentiatie van osteoblasten en de botvorming. Door de verhoging van de botdichtheid en het voorkomen van fracturen, is er in de toekomst wellicht een rol weggelegd voor deze middelen ter preventie en behandeling osteoporose.

### Overige
Hydrochloorthiazide kan ook worden gebruikt ter correctie van een te hoog kalium gehalte of een acidose. Chloortalidon helpt een te hoog calcium gehalte te verlagen.

## Bijwerkingen en voorzorgen bij gebruik
Een mogelijk ernstige bijwerking is een kaliumtekort (hypokaliëmie). Een kaliumtekort kan leiden tot hartritmestoornissen. Thiaziden verminderen immers de zoutgradiënt over de tubuluswand tussen de voorurine en het bloed. Die gradiënt levert normaal gezien de drijvende kracht voor de reabsorptie van kalium. Er blijft dus meer kalium in de urine. Een tweede manier waardoor het serumkalium daalt, is de activatie van het Renine-angiotensine-aldosteronsysteem door het kleinere bloedvolume. Aldosteron zorgt hier voor een grotere nieruitscheiding van kalium.
Om deze twee redenen worden thiazidediuretica vaak met een kaliumsparend diureticum gecombineerd, zoals amiloride of triamtereen. Ze kunnen ook gecombineerd worden met andere kaliumsparende bloeddrukverlagende middelen zoals een ACE-remmer of angiotensine II-antagonist.
Andere bijwerkingen kunnen zijn: een tekort in het bloed van natrium (hyponatriëmie) of magnesium, te veel urinezuur in het bloed wat in zeldzame gevallen jicht tot gevolg kan hebben, verminderde glucosetolerantie, hyperlipedemie, en moeheid. De bijwerkingen kunnen sterk worden beperkt door een dosis te geven die lager is dan 25 mg hydrochloorthiazide per dag, of een hieraan equivalente dosering van een ander middel. Deze middelen zijn niet werkzaam bij patiënten met ernstige lever- of nierziekten. Door gelijktijdig gebruik met NSAIDs (ibuprofen, naproxen en aanverwante) kan het bloedrukverlagende effect afnemen.

#### Zwangere of lacterende vrouwen
Deze middelen zijn met name in het tweede en derde trimester schadelijk.  Tijdens gebruik geen borstvoeding geven.

#### Overige informatie
Thiazidediuretica zijn oorspronkelijk genoemd naar de thiazidering in hun molecuulstructuur. Tegenwoordig gebruikt men de naam ook voor andere diuretica die op dezelfde manier werken.
Voorbeelden van thiaziden (in ruime zin) zijn hydrochloorthiazide, chloortalidon, triamtereen, amiloride, indapamide, xipamide en metolazon. Xipamide en metolazon zijn in Nederland niet als geneesmiddel geregistreerd.